# اصل آفبا

اساس پر شدن اوربیتال‌ها بر اساس اصل آفبا

اصل آفبا(به آلمانی: Aufbau) (در زبان آلمانی Aufbau به معنی بنا کردن می‌باشد) در شیمی کوانتوم بیان گر روش و اساس پر شدن لایه‌های الکترونی در اوربیتال‌ها است. بر اساس این اصل در هنگام پر شدن لایه‌های اوربیتالی ابتدا الکترون در لایه‌های پایدار تر پایین قرار می‌گیرد و سپس لایه‌های با انرژی بالاتر پر خواهد شد. این اصل نخستین بار توسط ولفگانگ پاولی مطرح شد.
در واقع اساس پر شدن اوربیتال‌ها سطح انرژی اوربیتال هاست به‌طوری که الکترون‌ها تمایل دارند
ابتدا زیرلایه‌هایی را پر کنند که تراز انرژی کمتری را دارند. اساس پر شدن زیر لایه‌ها بهn+l وابسته است. (البته در صورت برابر شدن n+l دو یا چند اوربیتال مختلف اول اوربیتالی پر می‌شود که n کوچک‌تر و سطح انرژی کمتر و پایداری بیشتری دارد)